# 彼方茜香
彼方 茜香（おちかた せりか、1986年4月24日 - ）は日本のタレント、グラビアモデル。大阪府出身。株式会社アライブエンタテインメント所属。

## 人物・エピソード
子供の頃より、本人の中では「テレビに出る人になる」との思いがあり、高校三年の進路面談時、突然のカミングアウトで担任、母親を驚かせる。派手派手系ショップ店員、寿司屋のアルバイト等を経て、中学からの友人グループ（頭文字を取ってSARYと命名）4人で 「テレビに出よう」とオーディションを受けたのがきっかけで芸能界入り。元気で飾らないキャラクターがウケて、レポーター、イベントMCとして活躍した。現在、グラビアモデル活動は休止中。2017年9月、入籍を発表。
自ら旅行イベントやトークショー等を企画し、ファンとの交流を大切にしているタレントでもある。釣り好きのため、「釣りドル」として、様々な番組に出演している。
浜崎あゆみ、ハローキティ、ぐでたま等のファンである。

## 出演

### テレビ
- とことんエギパラダイス（釣りビジョン、2014年2月 - （♯92 - ））2代目ナビゲーター
- 関西発!海釣り派 (釣りビジョン、2008年1月 - 2014年1月（♯119））4代目ナビゲーター
- FV CLIMAX2012 しろ～と5（釣りビジョン、2012年12月）初代チャンピオン
- FV CLIMAX 2013 しろ～と5（釣りビジョン、2013年12月）
- イカ魂 #1・#3・#5（釣りビジョン）ゲストナビゲーター
- 女の子宣言! アゲぽよTV（毎日放送）アゲ11ぽよガールズ NO.2、番組内で蒼井さやと完コピ漫才コンビ「ぽ鳥」を組む。
- 真夜中市場〜ハイヒールの眠れない夜〜（関西テレビ）デモンストレータ
- 朝生ワイド す・またん! / ZIP!（読売テレビ）「まるトクZIP!」リポーター
- 大阪ほんわかテレビ（2013年10月 - 、読売テレビ）情報喫茶店レポーター
- 我ら海遊人（釣りビジョン）四国ケーブルテレビを訪問
- 淡路満喫！釣りの旅（釣りビジョン、2016年5月3日初回放送）ナビゲーター

### VJ
- トンボリステーション「ラジカルビデオジョッキー」

## 過去の出演番組

### テレビ
- 5畳半の狼BS釣りビジョン開局1周年記念番組「ひなま釣り」（釣りビジョン）
- ウィークリー吹田（J:COM)
- ウィークリー☆てくてく（J:com）
- 豊中祭り2010生中継レポーター（J:com）
- オススメイベント情報（J:com）
- 南パラZ!（関西テレビ）
- モモコのOH!ソレ!み～よ!（関西テレビ）
- ビーバップ!ハイヒール（朝日放送）
- ますだおかだ角パァ!（朝日放送）
- ジャイケルマクソン（毎日放送）
- せやねん!（毎日放送）
- ワールドコレクション（毎日放送）
- 大キングコング 情熱!しゃべり隊!!（読売テレビ）
- プロ野球オールスタースポーツフェスティバル2009アシスタント（読売テレビ）
- メッセ弾（テレビ大阪）
- 電撃P-cat（テレビ愛知）
- 美女裁判（ABC）

他

### 雑誌・モデル
- TABLE TENNIS CATALOGUE 2010（ヤマト卓球）
- RIDE11（モーターマガジン社）
- 大人の愛されヘアカタログvol.9
- OP+(オププラス)
- ルアーマガジンソルト
- 関西walker
- TABLE TENNIS CATALOGE 2010 TSP
- hair design face
- ナリス化粧品会報誌
- オーシースタイル
- 株式会社　デューク　saryn(セリーン)というサングラスのブランドを共同開発しモデルも務める。
- フィットネス「Body Lux」

他

### MC・アシスタント
- 「2009年日本テレビ24時間テレビ 神戸イベント会場」総合司会
- 「プロ野球オールスタースポーツフェスティバル」2009～2011　アシスタント
- 「堺キッズダンスコンテスト」MC　2012年5月、2013年10月、2014年１月

### イベント
- 「フィッシングショーOSAKA 2008～2014」
- 「千早川マス釣り大会」2008～2013ゲストMC
- 「TICTアジングフェスティバル2010」ゲスト
- 「ペアエギングフェスタ」フィッシングハヤシ　ゲスト第１５回～２０回
- 「堺大魚夜市」2012年MC
- 「ビックカメラなんば店docomoブース」トークショー2011年12月、2012年5月
- 「せり～ん・さぁや北陸バスツアー」同じ事務所で仲良しの蒼井さやと企画した同行バスツアー2013年8月
- 「2009年日本テレビ24時間テレビ」神戸イベント会場MC
- 「J:COM×釣りビジョン沖釣り大会in 泉佐野マリンライフ」ゲスト
- 「北陸。より道の駅 彩彩市場」2014.3.28open イメージキャラクター就任

### DVD
- 家邊克己の最強アジングの素（釣りビジョン）2010年11月26日発売
- 家邊克己の最強アジングの素Ⅱ（釣りビジョン）2011年8月5日発売

### CD
- 「君が好きだから」「move on」2012年2月　アゲぽよガールズの一員として